# تونی لیپ
تونی والانگا یا تونی لیپ (به انگلیسی: Tony Lip) (زاده ۳۰ ژوئیه ۱۹۳۰-درگذشته ۴ ژانویه ۲۰۱۳)، نگهبان باشگاه شبانه و بازیگر آمریکایی بود. وی مدتی، راننده و محافظ دان شرلی، پیانیست شهیر آمریکایی بود.
از فیلم‌های معروف او می‌توان به بازی در فیلم رفقای خوب اشاره کرد.
او همچنین در سریال معروف سوپرانوز(Sopranos) در نقش کارماین لوپرتاتزی (Carmine Lupertazzi) ظاهر شد که رئیس مافیا در ایالت نیویورک بود.
تور کنسرت جنوب دان شرلی در ۱۹۶۲ میلادی، باعث دوست عمیق این دو شد. در فیلم سینمایی کتاب سبز، دوستی تونی لیپ و دان شرلی به تصویر کشیده شده‌است. او همچنین در فیلم دشنه بازی کرده‌است.